# Petrobras

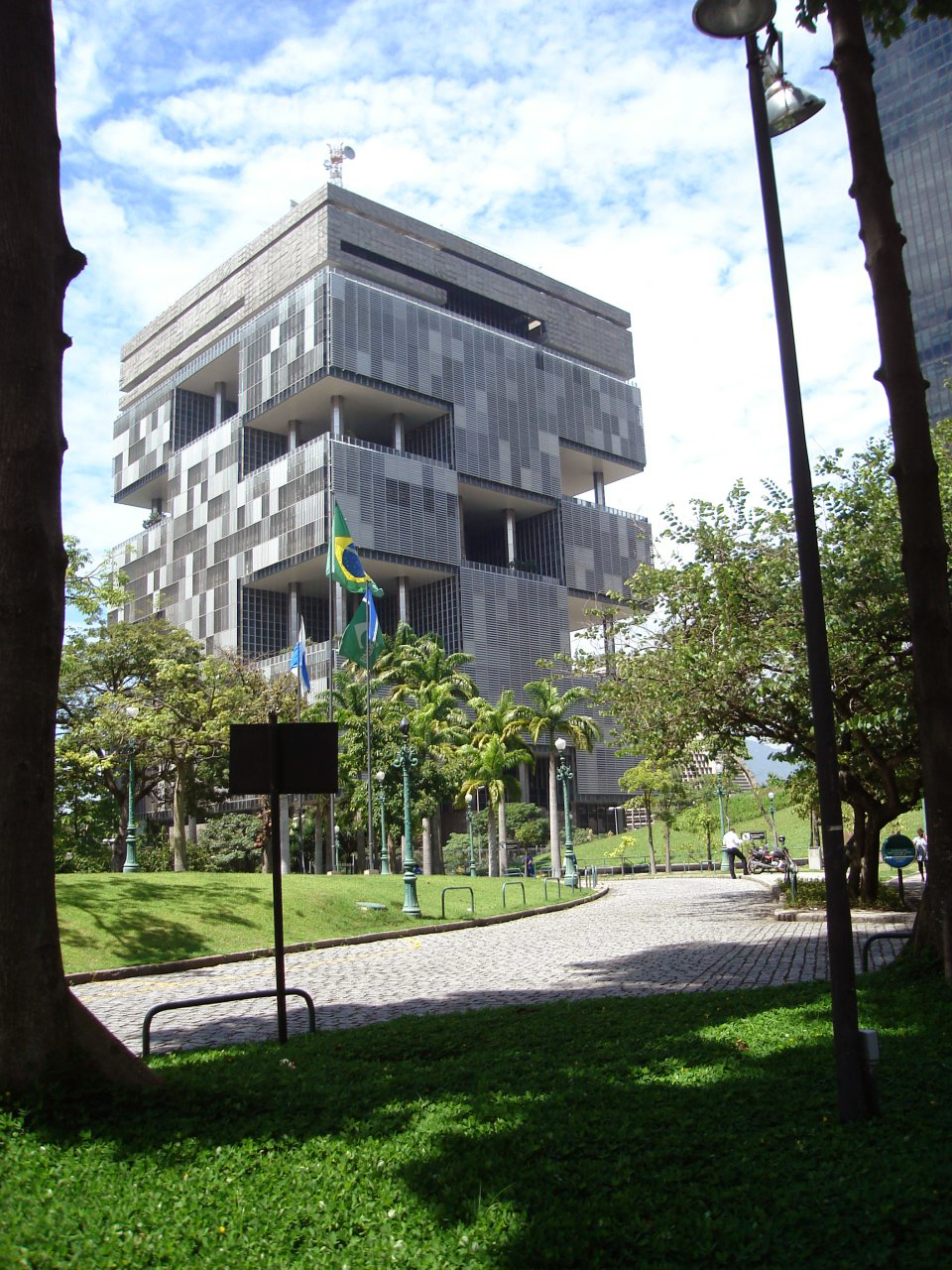
Siedziba koncernu w Rio de Janeiro

Petrobras, Petróleo Brasileiro S/A – brazylijski koncern naftowy z siedzibą w Rio de Janeiro, zajmujący się wydobyciem ropy naftowej i gazu ziemnego, importem i przesyłem gazu ziemnego oraz przetwórstwem ropy naftowej i gazu. Koncern eksploatuje liczne złoża, m.in. w Zatoce Meksykańskiej, Nigerii, Indiach, Turcji, Angoli, Argentynie, Boliwii i Wenezueli. Koncern prowadzi dystrybucję paliw w prawie 6 tysiącach stacji, ponadto posiada sieć nafto- i gazociągów oraz flotę tankowców. Firma produkuje też nawozy sztuczne. Większościowym udziałowcem przedsiębiorstwa jest rząd Brazylii.
Przedsiębiorstwo zajmuje 58. miejsce na liście Fortune Global 500.
Koncern został założony w 1953 roku jako firma państwowa przez prezydenta Getúlio Vargasa.

## Aktualna działalność

### Obszary działalności
Firma prowadzi działania w sześciu obszarach biznesowych, wymienionych wg wielkości przychodów:
- Rafinacja, transport i marketing – rafinowanie, logistyka, transport, operacje handlowe, eksport i import ropy naftowej i produktów petrochemicznych oraz inwestycje w przemysł petrochemiczny w Brazylii;
- Badania i produkcja – poszukiwania, wydobycie i produkcja ropy naftowej, NGL i gazu ziemnego w Brazylii;
- Dystrybucja – dystrybucja produktów ropopochodnych, etanolu, biodieslu i gazu ziemnego do hurtowników oraz poprzez sieć Petrobras Distribuidora S.A. w Brazylii;
- Gaz i energia – transport i sprzedaż gazu ziemnego oraz wytwarzanie i obrót energią elektryczną, a także produkcja nawozów sztucznych;
- Działalność międzynarodowa – poszukiwanie i wydobycie ropy naftowej i gazu ziemnego, rafinacja, transport i marketing, dystrybucja poza Brazylią;
- Biopaliwa – produkcja biodiesla oraz produktów pochodnych oraz działalność związana z etanolem, taka jak inwestycje kapitałowe, produkcja i handel etanolem, cukrem oraz nadwyżką energii elektrycznej wytworzonej z trzciny cukrowej.